# Laeliinae
Laeliinae Benth. è una sottotribù di piante appartenente alla famiglia delle Orchidacee (sottofamiglia: Epidendroideae, tribù Epidendreae) che comprende 38 generi diffusi nell'ecozona neotropicale. Il genere più numeroso è Epidendrum, che comprende oltre 1600 specie; seguono i generi Encyclia, con 168 specie e Cattleya, con 130 specie.

## Tassonomia
La sottotribù comprende i seguenti generi:
- Acrorchis Dressler (1 sp.)
- Adamantinia Van den Berg & M.W.Chase (1 sp.)
- Alamania La Llave & Lex. (1 sp.)
- Arpophyllum La Llave & Lex (3 spp.)
- Artorima Dressler & G.E.Pollard (1 sp.)
- Barkeria Knowles & Westc. (16 sp.)
- Brassavola R.Br. (22 spp.)
- Broughtonia R.Br. (6 spp.)
- Cattleya Lindl., 1824 (130 spp.)
- Caularthron Raf. (4 spp.)
- Constantia Barb.Rodr. (6 spp.)
- Dimerandra Schltr. (7 sp.)
- Dinema Lindl. (1 sp.)
- Domingoa Schltr. (4 spp.)
- Encyclia Hook. (168 spp.)
- Epidendrum L., 1763 (1662 spp.)
- Guarianthe Dressler & W.E.Higgins (4 spp.)
- Hagsatera R.González (2 spp.)
- Homalopetalum Rolfe (9 spp.)
- Isabelia Barb.Rodr. (3 spp.)
- Jacquiniella Schltr. (12 spp.)
- Laelia Lindl., 1831 (23 spp.)
- Leptotes Lindl. (10 spp.)
- Loefgrenianthus Hoehne (1 sp.)
- Meiracyllium Rchb.f. (2 spp.)
- Microepidendrum Brieger ex W.E.Higgins (1 sp.)
- Myrmecophila Rolfe, 1917 (9 spp.)
- Nidema Britton & Millsp. (2 spp.)
- Oestlundia W.E.Higgins (4 spp.)
- Orleanesia Barb.Rodr. (6 spp.)
- Prosthechea Knowles & Westc. (124 spp.)
- Pseudolaelia Porto & Brade (16 spp.)
- Psychilis Raf. (15 spp.)
- Pygmaeorchis Brade (2 spp.)
- Quisqueya Dod (4 spp.)
- Rhyncholaelia Schltr (2 spp.)
- Scaphyglottis Poepp. & Endl. (78 spp.)
- Tetramicra Lindl., 1831 (10 spp.)